# Усть-Медведицкий (природный парк)
Приро́дный парк Усть-Медве́дицкий — природный парк в Волгоградской области Серафимовичского района, расположенный в месте слияний рек Медведицы и Дона.
Созданный в 2005 году, парк призван сохранить уникальное природное богатство природных комплексов, а также поддерживать экологический баланс в условиях рекреационного использования природных ресурсов.

## География
расположен в центральной части района на реке Дон в устье реки Медведица. Общая площадь парка составляет 52 601,2 га. Протяженность Дона по территории парка — около 70 км, Медведицы — около 45 км. Значительную часть парка занимают леса, общая площадь — 12646,7 га.

## Описание
Включает природные объекты, имеющие значительную экологическую и эстетическую ценность. Уникальная территория, гармонично сочетающая разнообразие и контрастность природных условий с богатым наследием материальной и духовной культуры народов, издавна населявших эти места. Главная достопримечательность природного парка — пойменные и байрачные леса, располагающиеся вдоль рек Дон, Медведица, Протока, множество родников, прекрасных лугов, сохранившиеся участки ковыльной степи, а также многочисленные озера и старицы.

## Флора и фауна
Природа парка многогранна в своих проявлениях — на его территории произрастают почти 300 видов растений. Такие как орхидеи, пальчатокоренник мясокрасный и пальчатокоренник Фукса, а также ятрышник шлемоносный, любка двулистая, прострел луговой, василёк Дубянского, лук Савранский, плаунец заливаемый, водяной орех. В пойме Дона, в ольшаниках, можно встретить и редкие виды папоротников, а также красивейшие кувшинки белые.
Животный мир также разнообразен — здесь обитают практически все виды млекопитающих Волгоградской области — зайцы, волки, лисы, косули, лоси, выхухоли. Птицы представлены белым лебедем, рыбным филином, орланом белохвостом, дрофой, стрепетом, сапсаном.

## Достопримечательности
- Усть-Медведицкий Спасо-Преображенский женский монастырь
- Музей имени А. С. Серафимовича
- Картинная казачья галерея
- «Скандинавские валуны»[3]

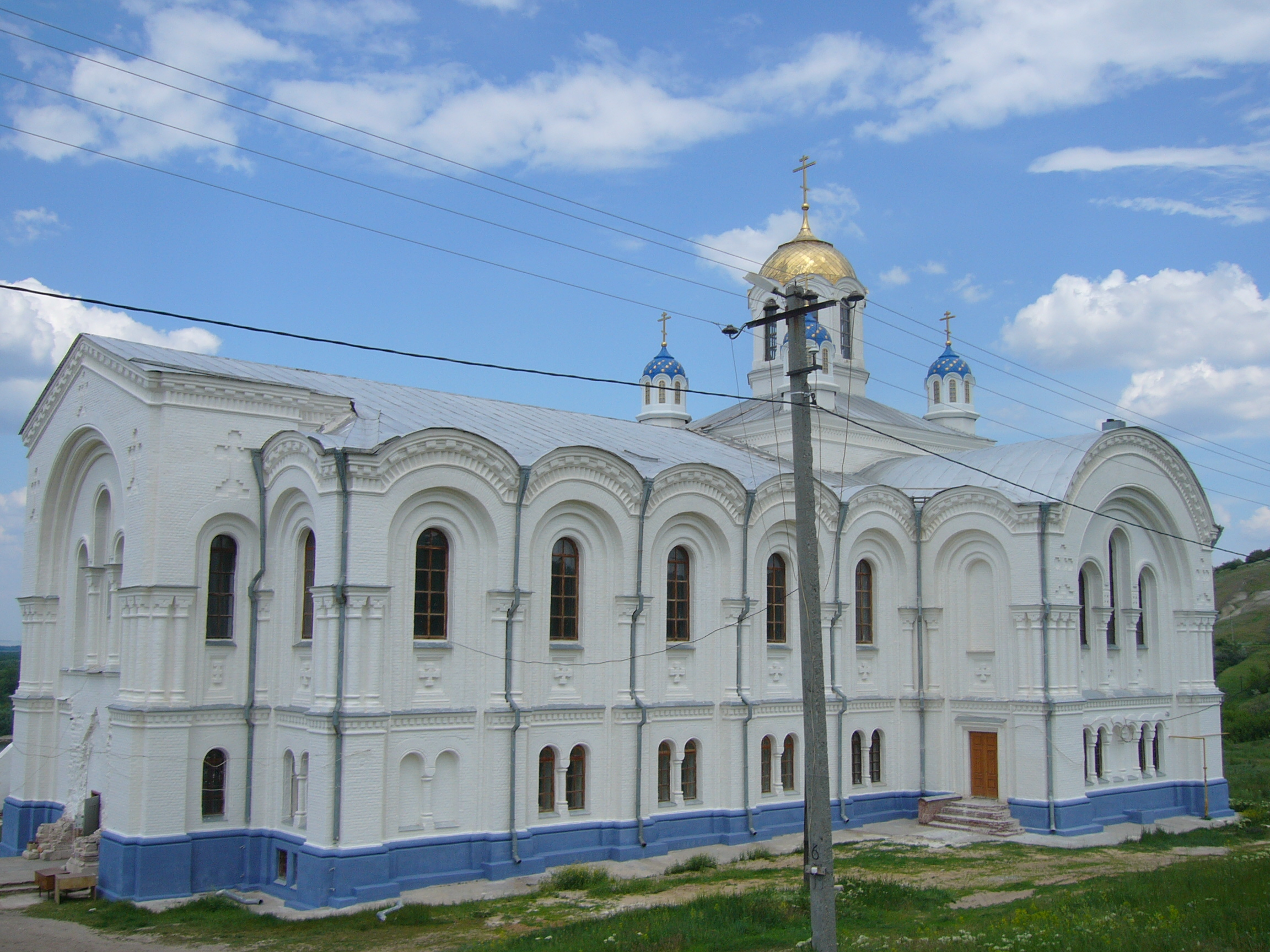
Храм Казанской иконы Божией Матери
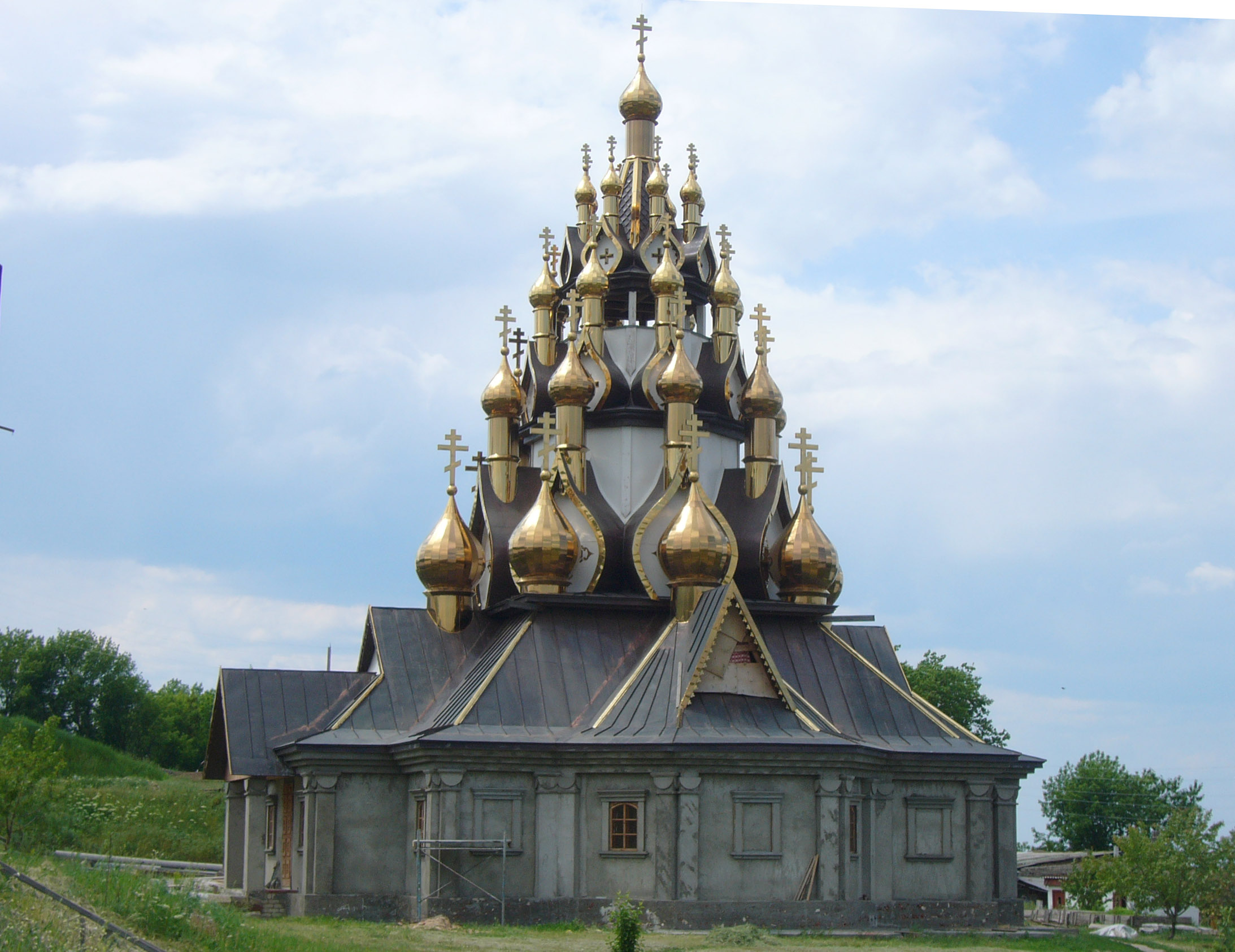
Церковь Спаса Преображения (строительство, 2008г.)
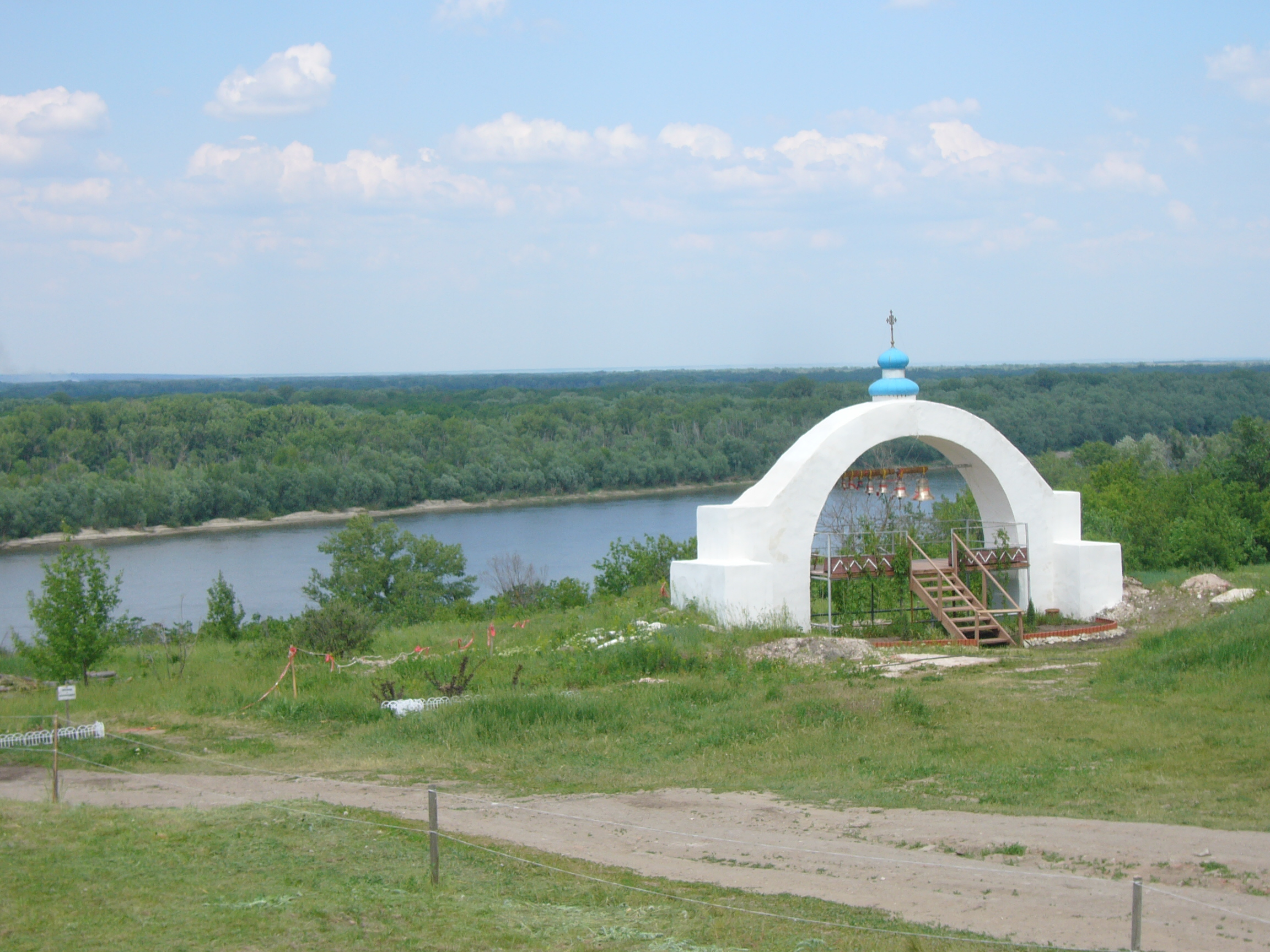
Звонница (Арка разрушенного храма)
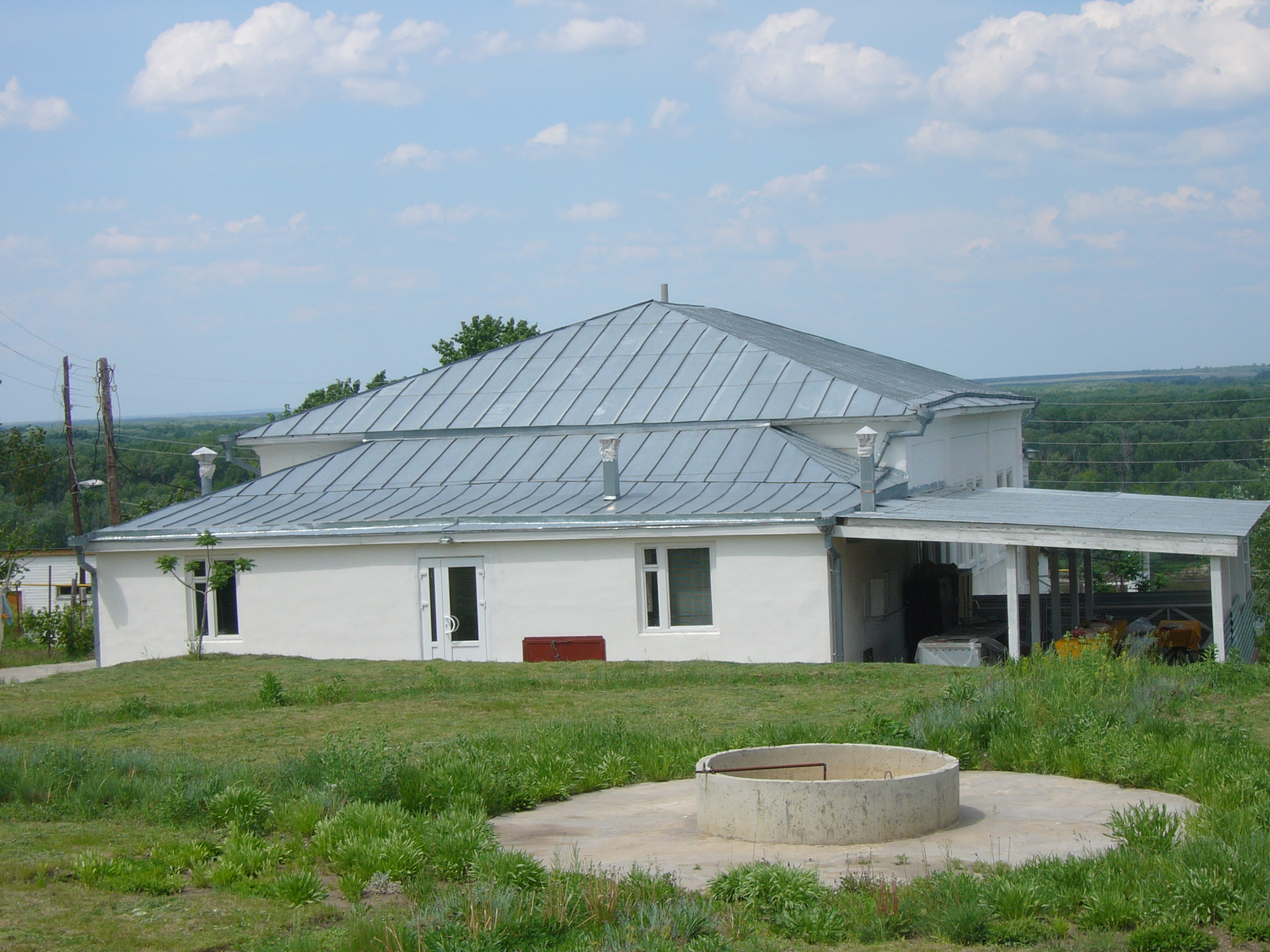
Игуменский дом (трапезная)
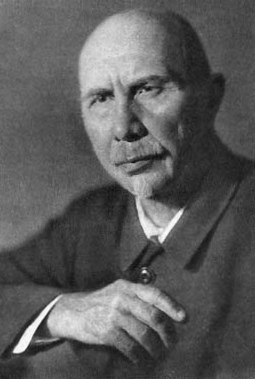
Серафимович Александр - русский советский писатель. Лауреат Сталинской премии первой степени (1943).